# Acacia mackeyana
Acacia mackeyana är en ärtväxtart som beskrevs av Alfred James Ewart och Jean White. Acacia mackeyana ingår i släktet akacior, och familjen ärtväxter. Inga underarter finns listade i Catalogue of Life.